# 國民政府經濟部舊址 (重慶)
國民政府經濟部舊址位於重慶市渝中區新華路47號，文物遺址年代為1938年-1946年，2009年12月15日列為第二批重慶市文物保護單位。